# Umberto II van Italië
Humbert Nicolaas Thomas Jan Maria (Racconigi, 15 september 1904 - Genève, 18 maart 1983) was van 9 mei tot 12 juni 1946 de laatste koning van Italië. Hij werd geboren met de titel prins van Piëmont en kreeg vanwege zijn korte regeerperiode de bijnaam meikoning. Hij was de enige zoon van koning Victor Emanuel III en koningin Helena, een dochter van koning Nicolaas I van Montenegro. Hij huwde met prinses Marie José van België.

## Prins van Piëmont

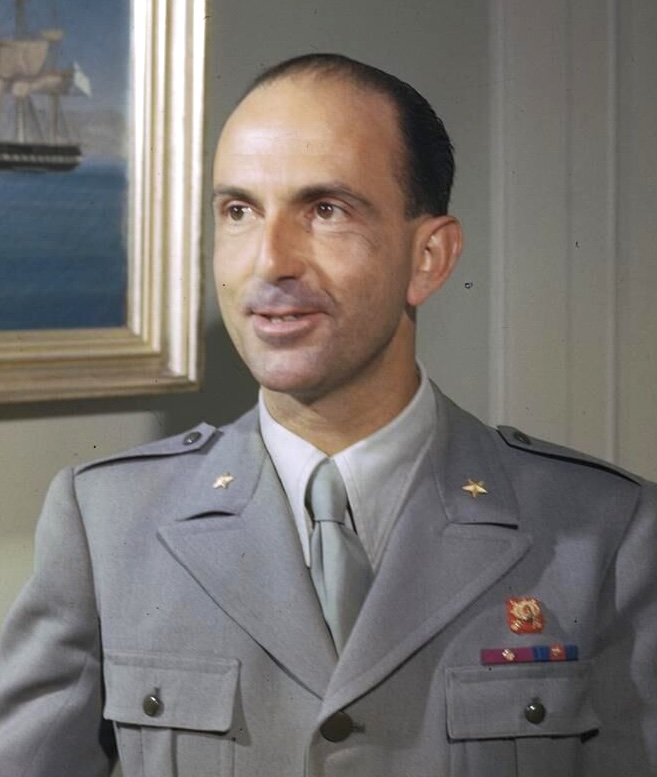
Prins Umberto in 1944.

Umberto was bevelhebber van het Italiaanse leger. Deze baan was echter puur formeel, het echte commando lag bij premier Benito Mussolini. Umberto en Mussolini waren overeengekomen altijd op afstand van elkaar te blijven. Er wordt wel beweerd dat de Duce een geheim dossier over de kroonprins had, maar dit is voor zover bekend nooit gevonden.
In oktober 1929 was hij in België bij zijn verloofde Marie José van België, de dochter van de Belgische koning Albert I. Op 24 oktober vond er een moordaanslag plaats bij het graf van de onbekende soldaat in Brussel. Umberto werd beschoten door een Italiaanse antifascist maar het schot miste doel. De dader werd later veroordeeld tot een gevangenisstraf van vijf jaar. Het huwelijk tussen Umberto en Marie José op 8 januari 1930 in Rome werd met veel luister gevierd. Het huwelijk werd ingezegend door kardinaal Maffi en de volgende dag werd het koppel ontvangen door paus Pius XI.
In het Huis Savoye had men de traditie dat slechts één lid van de familie tegelijkertijd regeerde. Derhalve hield Umberto zich afzijdig van de politiek. Hij zondigde hier eenmaal tegen toen hij voor een koninklijk huwelijk in Duitsland was en zelfstandig een ontmoeting met Adolf Hitler arrangeerde. De Italiaanse regering achtte dit ongepast en verbande hem nu echt uit de politiek.

### Bezoek aan Italiaans Somaliland
In 1928 bezocht Umberto Italiaans Somaliland. Tijdens deze reis bracht hij voor het eerst een bezoek aan Mogadishu, waar hij de net opgerichte kathedraal van Mogadishu (Cattedrale di Mogadiscio) bewonderde. Umberto bezocht Italiaans Somaliland een tweede maal in oktober 1934.

### Tweede Wereldoorlog
In 1943 was zijn vrouw, Marie José, betrokken bij een vergeefse poging om een vredesverdrag tussen Italië en de Verenigde Staten te sluiten. De diplomaat Giovanni Battista Montini - de latere paus Paulus VI - werkte hieraan mee. Victor Emanuel steunde deze poging niet en Umberto was er niet (direct) bij betrokken. Marie José wist de Amerikaanse agenten nooit te ontmoeten en werd met haar kinderen naar Sarre (Valle d'Aosta) in Savoye gezonden en voortaan verre gehouden van de politiek.
Datzelfde jaar werd Mussolini, die door Victor Emanuel gevangen was gezet, bevrijd door de Duitsers en greep weer de macht. Victor Emanuel vluchtte met zijn gezin naar Sicilië. Hij trok zich onder Anglo-Amerikaanse druk in 1944 terug uit de openbare zaken en liet Umberto al zijn functies overnemen. Hij deed echter geen troonsafstand.

## Koning van Italië
In de drie jaar die volgden was Umberto tamelijk populair geworden. Victor Emanuel trad op 9 mei 1946 aan de vooravond van een referendum over de toekomst van de monarchie ten gunste van hem af. Hij deed dit echter veel te laat en in het referendum werd toch besloten de monarchie af te schaffen (12 miljoen stemmen voor de republiek tegenover 10 miljoen voor de monarchie). Of dit referendum eerlijk is verlopen blijft de vraag. Miljoenen inwoners waren nog niet naar hun plaats van herkomst teruggekeerd om te kunnen stemmen en de status van Italiaanse grensgebieden - en dus het stemrecht van de bewoners daarvan - was onduidelijk.
Umberto was voor een periode van 33 dagen koning. Op 12 juni 1946 werd de monarchie officieel afgeschaft en verliet Umberto zijn land - voorgoed. Premier Alcide De Gasperi werd tijdelijk staatshoofd. Zo kwam er een einde aan de heerschappij van de Savoyes die 899 jaar eerder met Humbert Withand was begonnen.

## In ballingschap

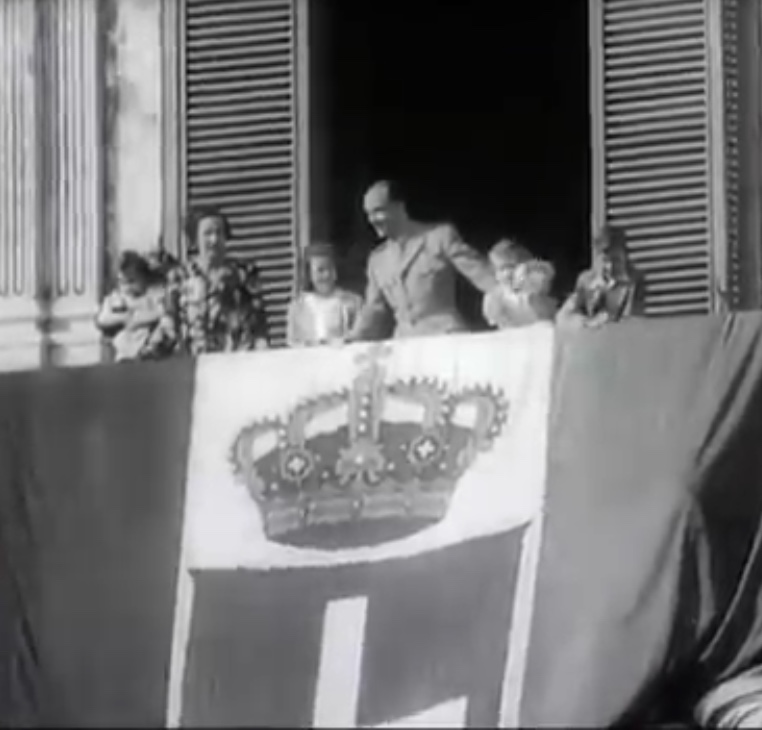
Koning Umberto II

In het buitenland gingen Umberto en Marie José uit elkaar. Het was een gearrangeerd huwelijk geweest. Het paar zou echter nooit officieel scheiden, deels om politieke redenen, en nog af en toe samen in het openbaar verschijnen. Sommige auteurs hebben gespeculeerd over Umberto's mogelijke homoseksualiteit. Tijdens de oorlog werd dit in sommige kranten beweerd, en aan de vooravond van het referendum over de monarchie bleven deze berichten opduiken, ongetwijfeld met de bedoeling de uitkomst van dat referendum te beïnvloeden. Het was bekend dat Umberto de gewoonte had om van kostbare stenen vervaardigde fleur-de-lis' te schenken aan sommige favoriete jonge officieren. Als mogelijke minnaars van Umberto zijn Luchino Visconti en Jean Marais genoemd en er was een voormalige luitenant die details publiceerde van de avances die Umberto naar hem gemaakt zou hebben.
Umberto zou na zijn verbanning nog 35 jaar in leven blijven en was als "grootvader van Europa" een graag geziene gast op koninklijke huwelijken. De Italiaanse grondwet van 1947 verbood alle mannelijke troonopvolgers uit het Huis Savoye Italiaans grondgebied te betreden. Vrouwelijke leden van de familie mochten Italië wel betreden, maar deden dit uit respect voor Umberto niet.
Toen in de jaren 80 bleek dat hij terminaal ziek was, pleitte de republikeinse president Sandro Pertini voor het terugdraaien van deze wet. Voordat het zover was stierf Umberto echter. Hij werd begraven in Savoye, maar niemand van de Italiaanse regering was hierbij aanwezig. Voormalig premier Giulio Andreotti was van mening dat dit een fout was geweest en dat Umberto een fatsoenlijk man was die onder andere omstandigheden een uitstekende koning zou zijn geweest. De flirt van Umberto's vader Victor Emanuel III met het fascisme had de monarchie echter definitief ondermijnd.

## Huwelijk en kinderen
Umberto trad op 8 januari 1930 in het huwelijk met prinses Marie José van België (4 augustus 1906 – 27 januari 2001), een dochter van koning Albert I. Uit het huwelijk werden vier kinderen geboren:
- Maria Pia (1934)
- Victor Emanuel (1937-2024)
- Maria Gabrielle (1940)
- Maria Beatrix (1943)

## Kwartierstaat
| Victor Emanuel II van Italië (1820-1878) | Victor Emanuel II van Italië (1820-1878) | Victor Emanuel II van Italië (1820-1878) | Victor Emanuel II van Italië (1820-1878) | Victor Emanuel II van Italië (1820-1878)  | Victor Emanuel II van Italië (1820-1878)  | Adelheid van Oostenrijk (1822–1855)       | Adelheid van Oostenrijk (1822–1855)       | Adelheid van Oostenrijk (1822–1855)       | Adelheid van Oostenrijk (1822–1855)       | Adelheid van Oostenrijk (1822–1855)       | Adelheid van Oostenrijk (1822–1855)       |                                           |                                           | Ferdinand Maria van Savoye-Carignano (1822-1855) | Ferdinand Maria van Savoye-Carignano (1822-1855) | Ferdinand Maria van Savoye-Carignano (1822-1855) | Ferdinand Maria van Savoye-Carignano (1822-1855) | Ferdinand Maria van Savoye-Carignano (1822-1855) | Ferdinand Maria van Savoye-Carignano (1822-1855) | Elizabeth van Saksen (1830-1912)  | Elizabeth van Saksen (1830-1912)  | Elizabeth van Saksen (1830-1912) | Elizabeth van Saksen (1830-1912) | Elizabeth van Saksen (1830-1912)  | Elizabeth van Saksen (1830-1912)  |                                   |                                   | Mirko Petrović Njegoš (1820-1867) | Mirko Petrović Njegoš (1820-1867) | Mirko Petrović Njegoš (1820-1867) | Mirko Petrović Njegoš (1820-1867) | Mirko Petrović Njegoš (1820-1867)     | Mirko Petrović Njegoš (1820-1867)     | Anastasia Martinović (1824-1895)      | Anastasia Martinović (1824-1895)      | Anastasia Martinović (1824-1895)      | Anastasia Martinović (1824-1895)      | Anastasia Martinović (1824-1895)  | Anastasia Martinović (1824-1895)  |                                   |                                   | Petar Vukotić                     | Petar Vukotić                     | Petar Vukotić                          | Petar Vukotić                          | Petar Vukotić                          | Petar Vukotić                          | Jelena Voivodić                        | Jelena Voivodić                        | Jelena Voivodić | Jelena Voivodić | Jelena Voivodić | Jelena Voivodić |  |  |  |  |  |  |  |  |  |  |  |  |  |  |  |  |  |  |  |  |  |  |  |  |  |  |  |  |  |  |  |  |  |  |  |  |  |  |  |  |  |  |  |  |  |  |  |  |
| Victor Emanuel II van Italië (1820-1878) | Victor Emanuel II van Italië (1820-1878) | Victor Emanuel II van Italië (1820-1878) | Victor Emanuel II van Italië (1820-1878) | Victor Emanuel II van Italië (1820-1878)  | Victor Emanuel II van Italië (1820-1878)  | Adelheid van Oostenrijk (1822–1855)       | Adelheid van Oostenrijk (1822–1855)       | Adelheid van Oostenrijk (1822–1855)       | Adelheid van Oostenrijk (1822–1855)       | Adelheid van Oostenrijk (1822–1855)       | Adelheid van Oostenrijk (1822–1855)       |                                           |                                           | Ferdinand Maria van Savoye-Carignano (1822-1855) | Ferdinand Maria van Savoye-Carignano (1822-1855) | Ferdinand Maria van Savoye-Carignano (1822-1855) | Ferdinand Maria van Savoye-Carignano (1822-1855) | Ferdinand Maria van Savoye-Carignano (1822-1855) | Ferdinand Maria van Savoye-Carignano (1822-1855) | Elizabeth van Saksen (1830-1912)  | Elizabeth van Saksen (1830-1912)  | Elizabeth van Saksen (1830-1912) | Elizabeth van Saksen (1830-1912) | Elizabeth van Saksen (1830-1912)  | Elizabeth van Saksen (1830-1912)  |                                   |                                   | Mirko Petrović Njegoš (1820-1867) | Mirko Petrović Njegoš (1820-1867) | Mirko Petrović Njegoš (1820-1867) | Mirko Petrović Njegoš (1820-1867) | Mirko Petrović Njegoš (1820-1867)     | Mirko Petrović Njegoš (1820-1867)     | Anastasia Martinović (1824-1895)      | Anastasia Martinović (1824-1895)      | Anastasia Martinović (1824-1895)      | Anastasia Martinović (1824-1895)      | Anastasia Martinović (1824-1895)  | Anastasia Martinović (1824-1895)  |                                   |                                   | Petar Vukotić                     | Petar Vukotić                     | Petar Vukotić                          | Petar Vukotić                          | Petar Vukotić                          | Petar Vukotić                          | Jelena Voivodić                        | Jelena Voivodić                        | Jelena Voivodić | Jelena Voivodić | Jelena Voivodić | Jelena Voivodić |  |  |  |  |  |  |  |  |  |  |  |  |  |  |  |  |  |  |  |  |  |  |  |  |  |  |  |  |  |  |  |  |  |  |  |  |  |  |  |  |  |  |  |  |  |  |  |  |
|                                          |                                          |                                          |                                          |                                           |                                           |                                           |                                           |                                           |                                           |                                           |                                           |                                           |                                           |                                                  |                                                  |                                                  |                                                  |                                                  |                                                  |                                   |                                   |                                  |                                  |                                   |                                   |                                   |                                   |                                   |                                   |                                   |                                   |                                       |                                       |                                       |                                       |                                       |                                       |                                   |                                   |                                   |                                   |                                   |                                   |                                        |                                        |                                        |                                        |                                        |                                        |                 |                 |                 |                 |  |  |  |  |  |  |  |  |  |  |  |  |  |  |  |  |  |  |  |  |  |  |  |  |  |  |  |  |  |  |  |  |  |  |  |  |  |  |  |  |  |  |  |  |  |  |  |  |
|                                          |                                          |                                          |                                          | Umberto I van Italië (1844-1900)          | Umberto I van Italië (1844-1900)          | Umberto I van Italië (1844-1900)          | Umberto I van Italië (1844-1900)          | Umberto I van Italië (1844-1900)          | Umberto I van Italië (1844-1900)          |                                           |                                           |                                           |                                           |                                                  |                                                  | Margaretha van Savoye (1851-1926)                | Margaretha van Savoye (1851-1926)                | Margaretha van Savoye (1851-1926)                | Margaretha van Savoye (1851-1926)                | Margaretha van Savoye (1851-1926) | Margaretha van Savoye (1851-1926) |                                  |                                  |                                   |                                   |                                   |                                   |                                   |                                   |                                   |                                   | Nicolaas I van Montenegro (1841-1921) | Nicolaas I van Montenegro (1841-1921) | Nicolaas I van Montenegro (1841-1921) | Nicolaas I van Montenegro (1841-1921) | Nicolaas I van Montenegro (1841-1921) | Nicolaas I van Montenegro (1841-1921) |                                   |                                   |                                   |                                   |                                   |                                   | Milena Vukotić (1847-1923)             | Milena Vukotić (1847-1923)             | Milena Vukotić (1847-1923)             | Milena Vukotić (1847-1923)             | Milena Vukotić (1847-1923)             | Milena Vukotić (1847-1923)             |                 |                 |                 |                 |  |  |  |  |  |  |  |  |  |  |  |  |  |  |  |  |  |  |  |  |  |  |  |  |  |  |  |  |  |  |  |  |  |  |  |  |  |  |  |  |  |  |  |  |  |  |  |  |
|                                          |                                          |                                          |                                          | Umberto I van Italië (1844-1900)          | Umberto I van Italië (1844-1900)          | Umberto I van Italië (1844-1900)          | Umberto I van Italië (1844-1900)          | Umberto I van Italië (1844-1900)          | Umberto I van Italië (1844-1900)          |                                           |                                           |                                           |                                           |                                                  |                                                  | Margaretha van Savoye (1851-1926)                | Margaretha van Savoye (1851-1926)                | Margaretha van Savoye (1851-1926)                | Margaretha van Savoye (1851-1926)                | Margaretha van Savoye (1851-1926) | Margaretha van Savoye (1851-1926) |                                  |                                  |                                   |                                   |                                   |                                   |                                   |                                   |                                   |                                   | Nicolaas I van Montenegro (1841-1921) | Nicolaas I van Montenegro (1841-1921) | Nicolaas I van Montenegro (1841-1921) | Nicolaas I van Montenegro (1841-1921) | Nicolaas I van Montenegro (1841-1921) | Nicolaas I van Montenegro (1841-1921) |                                   |                                   |                                   |                                   |                                   |                                   | Milena Vukotić (1847-1923)             | Milena Vukotić (1847-1923)             | Milena Vukotić (1847-1923)             | Milena Vukotić (1847-1923)             | Milena Vukotić (1847-1923)             | Milena Vukotić (1847-1923)             |                 |                 |                 |                 |  |  |  |  |  |  |  |  |  |  |  |  |  |  |  |  |  |  |  |  |  |  |  |  |  |  |  |  |  |  |  |  |  |  |  |  |  |  |  |  |  |  |  |  |  |  |  |  |
|                                          |                                          |                                          |                                          |                                           |                                           |                                           |                                           |                                           |                                           | Victor Emanuel III van Italië (1869-1947) | Victor Emanuel III van Italië (1869-1947) | Victor Emanuel III van Italië (1869-1947) | Victor Emanuel III van Italië (1869-1947) | Victor Emanuel III van Italië (1869-1947)        | Victor Emanuel III van Italië (1869-1947)        |                                                  |                                                  |                                                  |                                                  |                                   |                                   |                                  |                                  |                                   |                                   |                                   |                                   |                                   |                                   |                                   |                                   |                                       |                                       |                                       |                                       |                                       |                                       | Helena van Montenegro (1873-1952) | Helena van Montenegro (1873-1952) | Helena van Montenegro (1873-1952) | Helena van Montenegro (1873-1952) | Helena van Montenegro (1873-1952) | Helena van Montenegro (1873-1952) |                                        |                                        |                                        |                                        |                                        |                                        |                 |                 |                 |                 |  |  |  |  |  |  |  |  |  |  |  |  |  |  |  |  |  |  |  |  |  |  |  |  |  |  |  |  |  |  |  |  |  |  |  |  |  |  |  |  |  |  |  |  |  |  |  |  |
|                                          |                                          |                                          |                                          |                                           |                                           |                                           |                                           |                                           |                                           | Victor Emanuel III van Italië (1869-1947) | Victor Emanuel III van Italië (1869-1947) | Victor Emanuel III van Italië (1869-1947) | Victor Emanuel III van Italië (1869-1947) | Victor Emanuel III van Italië (1869-1947)        | Victor Emanuel III van Italië (1869-1947)        |                                                  |                                                  |                                                  |                                                  |                                   |                                   |                                  |                                  |                                   |                                   |                                   |                                   |                                   |                                   |                                   |                                   |                                       |                                       |                                       |                                       |                                       |                                       | Helena van Montenegro (1873-1952) | Helena van Montenegro (1873-1952) | Helena van Montenegro (1873-1952) | Helena van Montenegro (1873-1952) | Helena van Montenegro (1873-1952) | Helena van Montenegro (1873-1952) |                                        |                                        |                                        |                                        |                                        |                                        |                 |                 |                 |                 |  |  |  |  |  |  |  |  |  |  |  |  |  |  |  |  |  |  |  |  |  |  |  |  |  |  |  |  |  |  |  |  |  |  |  |  |  |  |  |  |  |  |  |  |  |  |  |  |
|                                          |                                          |                                          |                                          |                                           |                                           |                                           |                                           |                                           |                                           |                                           |                                           |                                           |                                           |                                                  |                                                  |                                                  |                                                  |                                                  |                                                  |                                   |                                   |                                  |                                  |                                   |                                   |                                   |                                   |                                   |                                   |                                   |                                   |                                       |                                       |                                       |                                       |                                       |                                       |                                   |                                   |                                   |                                   |                                   |                                   |                                        |                                        |                                        |                                        |                                        |                                        |                 |                 |                 |                 |  |  |  |  |  |  |  |  |  |  |  |  |  |  |  |  |  |  |  |  |  |  |  |  |  |  |  |  |  |  |  |  |  |  |  |  |  |  |  |  |  |  |  |  |  |  |  |  |
|                                          |                                          |                                          |                                          |                                           |                                           |                                           |                                           |                                           |                                           |                                           |                                           |                                           |                                           |                                                  |                                                  |                                                  |                                                  |                                                  |                                                  |                                   |                                   |                                  |                                  |                                   |                                   |                                   |                                   |                                   |                                   |                                   |                                   |                                       |                                       |                                       |                                       |                                       |                                       |                                   |                                   |                                   |                                   |                                   |                                   |                                        |                                        |                                        |                                        |                                        |                                        |                 |                 |                 |                 |  |  |  |  |  |  |  |  |  |  |  |  |  |  |  |  |  |  |  |  |  |  |  |  |  |  |  |  |  |  |  |  |  |  |  |  |  |  |  |  |  |  |  |  |  |  |  |  |
|                                          |                                          |                                          |                                          | Jolanda Margaretha van Savoye (1901-1986) | Jolanda Margaretha van Savoye (1901-1986) | Jolanda Margaretha van Savoye (1901-1986) | Jolanda Margaretha van Savoye (1901-1986) | Jolanda Margaretha van Savoye (1901-1986) | Jolanda Margaretha van Savoye (1901-1986) |                                           |                                           |                                           |                                           | Mafalda Maria Elisabeth van Savoye (1902-1944)   | Mafalda Maria Elisabeth van Savoye (1902-1944)   | Mafalda Maria Elisabeth van Savoye (1902-1944)   | Mafalda Maria Elisabeth van Savoye (1902-1944)   | Mafalda Maria Elisabeth van Savoye (1902-1944)   | Mafalda Maria Elisabeth van Savoye (1902-1944)   |                                   |                                   |                                  |                                  | Umberto II van Italië (1904-1984) | Umberto II van Italië (1904-1984) | Umberto II van Italië (1904-1984) | Umberto II van Italië (1904-1984) | Umberto II van Italië (1904-1984) | Umberto II van Italië (1904-1984) |                                   |                                   |                                       |                                       | Johanna van Savoye (1907-2000)        | Johanna van Savoye (1907-2000)        | Johanna van Savoye (1907-2000)        | Johanna van Savoye (1907-2000)        | Johanna van Savoye (1907-2000)    | Johanna van Savoye (1907-2000)    |                                   |                                   |                                   |                                   | Maria Francisca van Savoye (1914-2000) | Maria Francisca van Savoye (1914-2000) | Maria Francisca van Savoye (1914-2000) | Maria Francisca van Savoye (1914-2000) | Maria Francisca van Savoye (1914-2000) | Maria Francisca van Savoye (1914-2000) |                 |                 |                 |                 |  |  |  |  |  |  |  |  |  |  |  |  |  |  |  |  |  |  |  |  |  |  |  |  |  |  |  |  |  |  |  |  |  |  |  |  |  |  |  |  |  |  |  |  |  |  |  |  |

## Onderscheidingen
- Lijst van onderscheidingen van Umberto II van Italië